# Ritzing (Moselle)
Ritzing (deutsch Ritzingen, lothringisch Réitzingen) ist eine ehemalige französische Gemeinde mit 197 Einwohnern (Stand: 1. Januar 2020) im Département Moselle in der Region Grand Est (bis 2015 Lothringen). Sie gehörte zum Arrondissement Thionville.
Der Erlass des Präfekten vom 20. November 2018 legte mit Wirkung zum 1. Januar 2019 die Eingliederung von Ritzing als Commune déléguée zusammen mit der früheren Gemeinde Manderen zur neuen Commune nouvelle Manderen-Ritzing fest.

## Geografie
Ritzing liegt am nördlichen Rand des Départements in der Nähe zur Grenze zum Saarland, etwa 23 Kilometer ostnordöstlich von Thionville und etwa 41 Kilometer nordnordöstlich von Metz. Der Ruisseau d’Apach, ein Nebenfluss der Mosel, entspringt auf dem Ortsgebiet und fließt in westlicher Richtung ab. Der Ruisseau de Montenach, ebenfalls ein Nebenfluss der Mosel, entspringt ebenfalls auf dem Ortsgebiet, verlässt es nach kurzer Strecke und fließt südlich ab.
Umgeben wird Ritzing von den Nachbargemeinden und der Commune déléguée:
| Manderen (Commune déléguée) |                                             |            |
| Kirsch-lès-Sierck           | Kompassrose, die auf Nachbargemeinden zeigt | Launstroff |
| Kirschnaumen                |                                             | Rémeling   |

## Geschichte
Ritzing gehört seit 1661 zu Frankreich und war 1812 bis 1880 in den Nachbarort Launstroff eingemeindet.
Im Rahmen den Frankfurter Friedens vom 10. Mai 1871 kam die Ortschaft an das deutsche Reichsland Elsaß-Lothringen, und das Dorf wurde dem Kreis Diedenhofen-Ost im Bezirk Lothringen zugeordnet. Die Dorfbewohner betrieben Gemüse- und Getreideanbau sowie Viehzucht. Nach dem Ersten Weltkrieg wurde die Region aufgrund der Bestimmungen des Versailler Vertrags 1919 an Frankreich zurückgegeben und wurde Teil des Département Moselle. Im Zweiten Weltkrieg war die Region von der deutschen Wehrmacht besetzt.

## Bevölkerungsentwicklung
| Ritzing: Einwohnerzahlen von 1800 bis 2020                                                                                 | Ritzing: Einwohnerzahlen von 1800 bis 2020 | Ritzing: Einwohnerzahlen von 1800 bis 2020 | Ritzing: Einwohnerzahlen von 1800 bis 2020 | Ritzing: Einwohnerzahlen von 1800 bis 2020 |
| --- | ------------------------------------------ | ------------------------------------------ | ------------------------------------------ | ------------------------------------------ |
| Jahr |                                            |                                            |                                            | Einwohner                                  |
| 1800 | 1800                                       |                                            | 163                                        | 163                                        |
| 1806 | 1806                                       |                                            | 163                                        | 163                                        |
| 1881 | 1881                                       |                                            | 264                                        | 264                                        |
| 1886 | 1886                                       |                                            | 273                                        | 273                                        |
| 1891 | 1891                                       |                                            | 269                                        | 269                                        |
| 1896 | 1896                                       |                                            | 250                                        | 250                                        |
| 1901 | 1901                                       |                                            | 256                                        | 256                                        |
| 1906 | 1906                                       |                                            | 255                                        | 255                                        |
| 1911 | 1911                                       |                                            | 246                                        | 246                                        |
| 1921 | 1921                                       |                                            | 222                                        | 222                                        |
| 1926 | 1926                                       |                                            | 207                                        | 207                                        |
| 1931 | 1931                                       |                                            | 195                                        | 195                                        |
| 1936 | 1936                                       |                                            | 189                                        | 189                                        |
| 1946 | 1946                                       |                                            | 159                                        | 159                                        |
| 1954 | 1954                                       |                                            | 179                                        | 179                                        |
| 1962 | 1962                                       |                                            | 194                                        | 194                                        |
| 1968 | 1968                                       |                                            | 195                                        | 195                                        |
| 1975 | 1975                                       |                                            | 182                                        | 182                                        |
| 1982 | 1982                                       |                                            | 154                                        | 154                                        |
| 1990 | 1990                                       |                                            | 153                                        | 153                                        |
| 1999 | 1999                                       |                                            | 146                                        | 146                                        |
| 2006 | 2006                                       |                                            | 134                                        | 134                                        |
| 2013 | 2013                                       |                                            | 154                                        | 154                                        |
| 2020 | 2020                                       |                                            | 197                                        | 197                                        |
| Quelle(n): EHESS/Cassini bis 1999, INSEE ab 2006 Anmerkung(en): Ab 1962 offizielle Zahlen ohne Einwohner mit Zweitwohnsitz |                                            |                                            |                                            |                                            |

## Sehenswürdigkeiten
- Kapelle Saint-Sébastien, Mitte des 19. Jahrhunderts errichtet